# Cadillacs and Dinosaurs (jeu de rôle)
Pour les articles homonymes, voir Cadillac, Dinosaur et Cadillacs and Dinosaurs.
Cadillacs & Dinosaurs est un jeu de rôle sur table américain de science-fiction post-apocalyptique publié par Game Designers' Workshop en 1996. Il s'agit d'une adaptation ludique de la bande dessinée de Mark Schultz Chroniques de l'ère xénozoïque.

## Présentation
Il y a plus de 600 ans, les humains furent forcés de se réfugier sous terre à la suite d'une pollution massive de la Terre et une série de catastrophes naturelles.
Lorsqu'ils remontèrent à la surface, ils s'aperçurent que de nombreuses espèces auparavant disparues (particulièrement les dinosaures) avaient refait leur apparition.
Dans cette ère du Xénozoïque, le monde humain est en reconstruction et les compétences mécaniques sont très importantes étant donné la rareté des composants en état de marche. On peut y croiser nombre de politiciens, criminels, scientifiques et explorateurs mais aussi une race de créatures reptiliennes capable de communiquer avec des lettres de scrabble.
Le système de jeu est une évolution de Twilight 2000 (première édition) et sensiblement identique à celui de Dark Conspiracy.
L'ambiance du jeu quant à elle est très proche des pulps.